# Albertville (Schiffstyp)
| Typ Albertville              | Typ Albertville                                               |
| ---------------------------- | ------------------------------------------------------------- |
|                              |                                                               |
| Technische Daten (Überblick) |                                                               |
| Werft:                       | J. Cockerill S. A., Hoboken                                   |
| Vermessung:                  | 10.901 BRT                                                    |
| Tragfähigkeit:               | 9.500 tdw                                                     |
| Länge über Alles:            | 153,60 m                                                      |
| Länge zwischen den Loten:    | 142,90 m                                                      |
| Breite:                      | 19,60 m                                                       |
| Seitenhöhe:                  |                                                               |
| Tiefgang:                    | 8,40 m                                                        |
| Antrieb:                     | 1 Dieselmotor Burmeister&Wain-Cockerill auf 1 × Festpropeller |
| Gesamtleistung:              | 7.200 PS / 9.250 PS                                           |
| Geschwindigkeit:             | 15,5 Knoten                                                   |
| Besatzung:                   | 140                                                           |

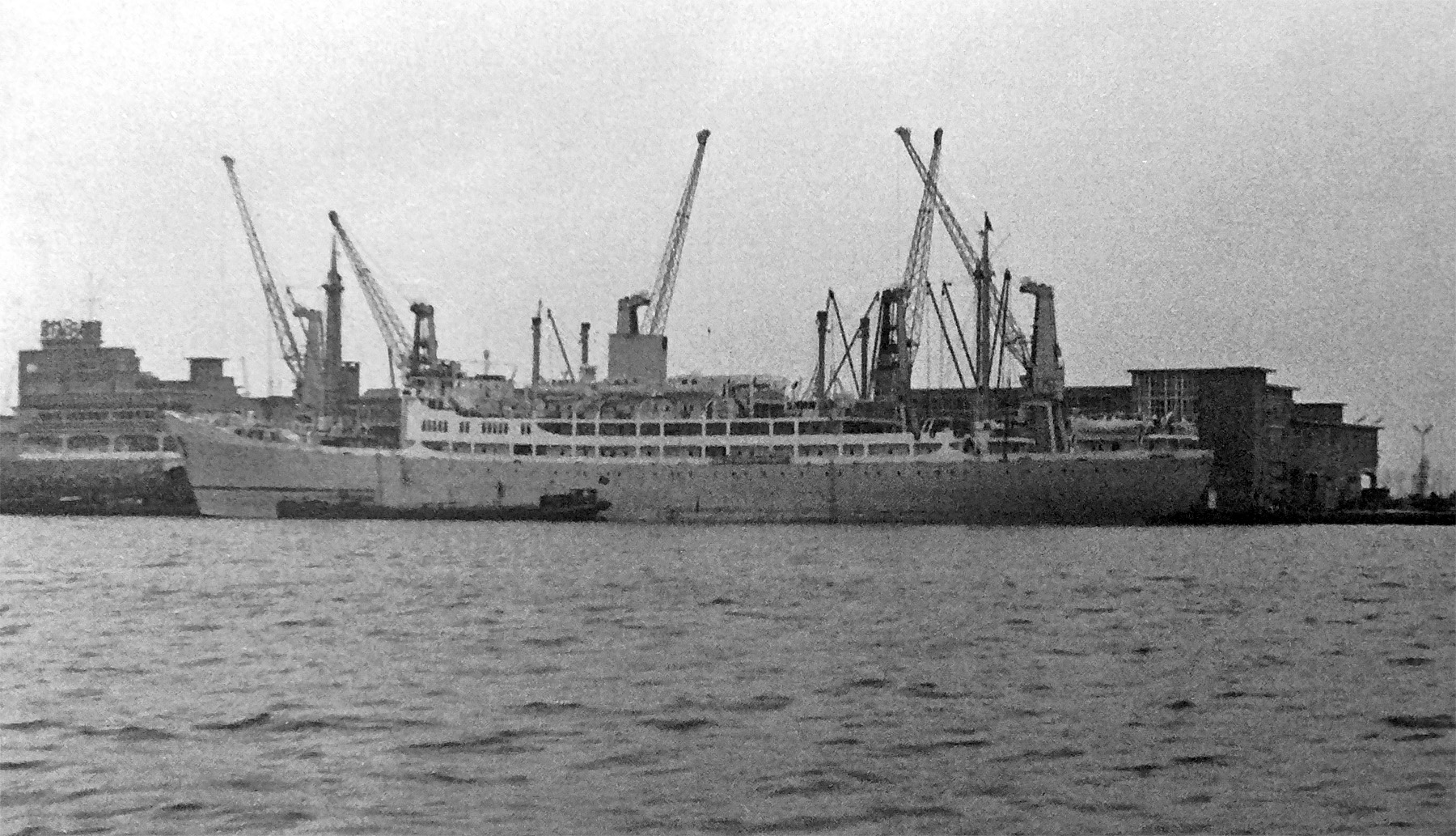
Leopoldville 1965 in Antwerpen

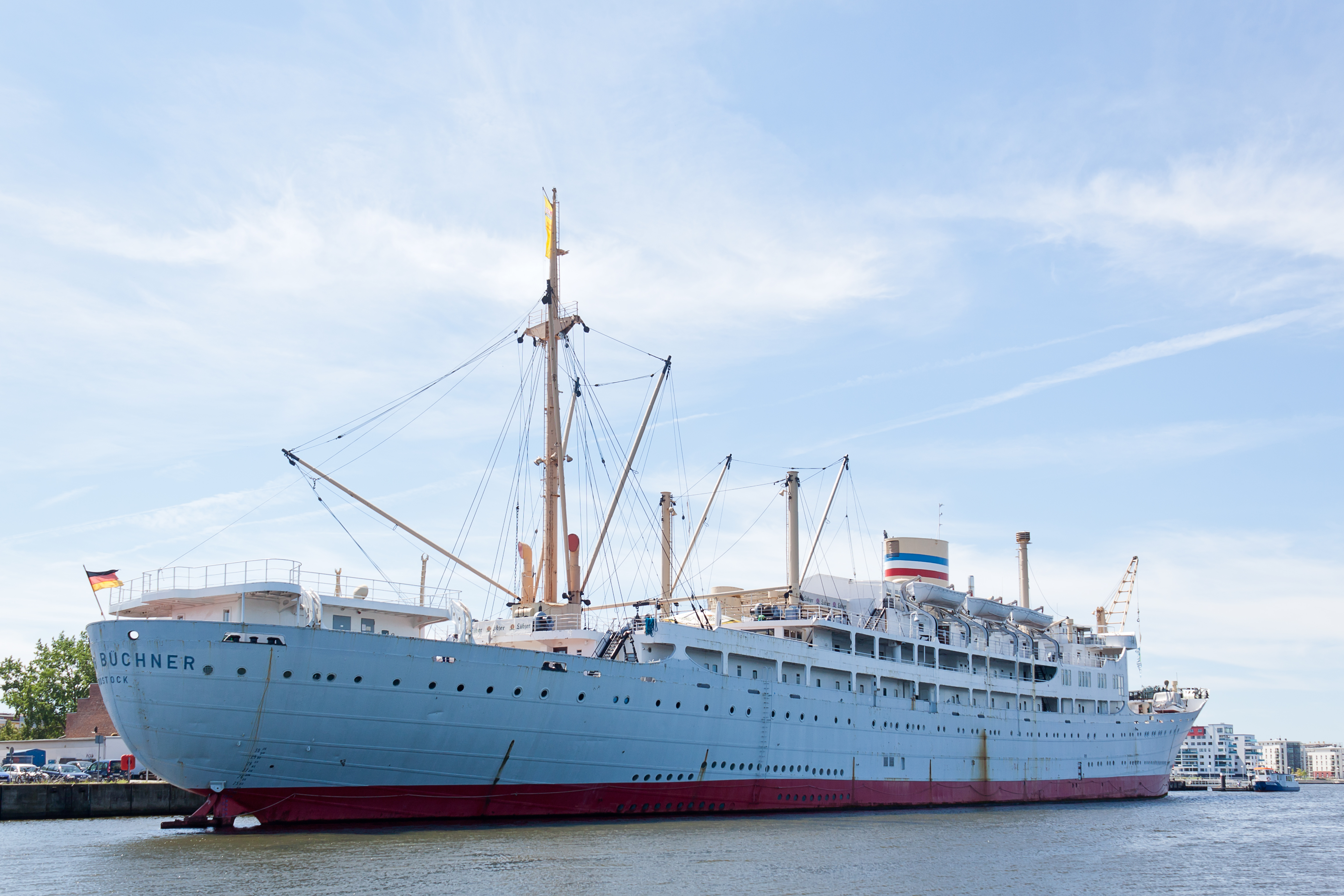
Die Georg Büchner von schräg achtern aufgenommen

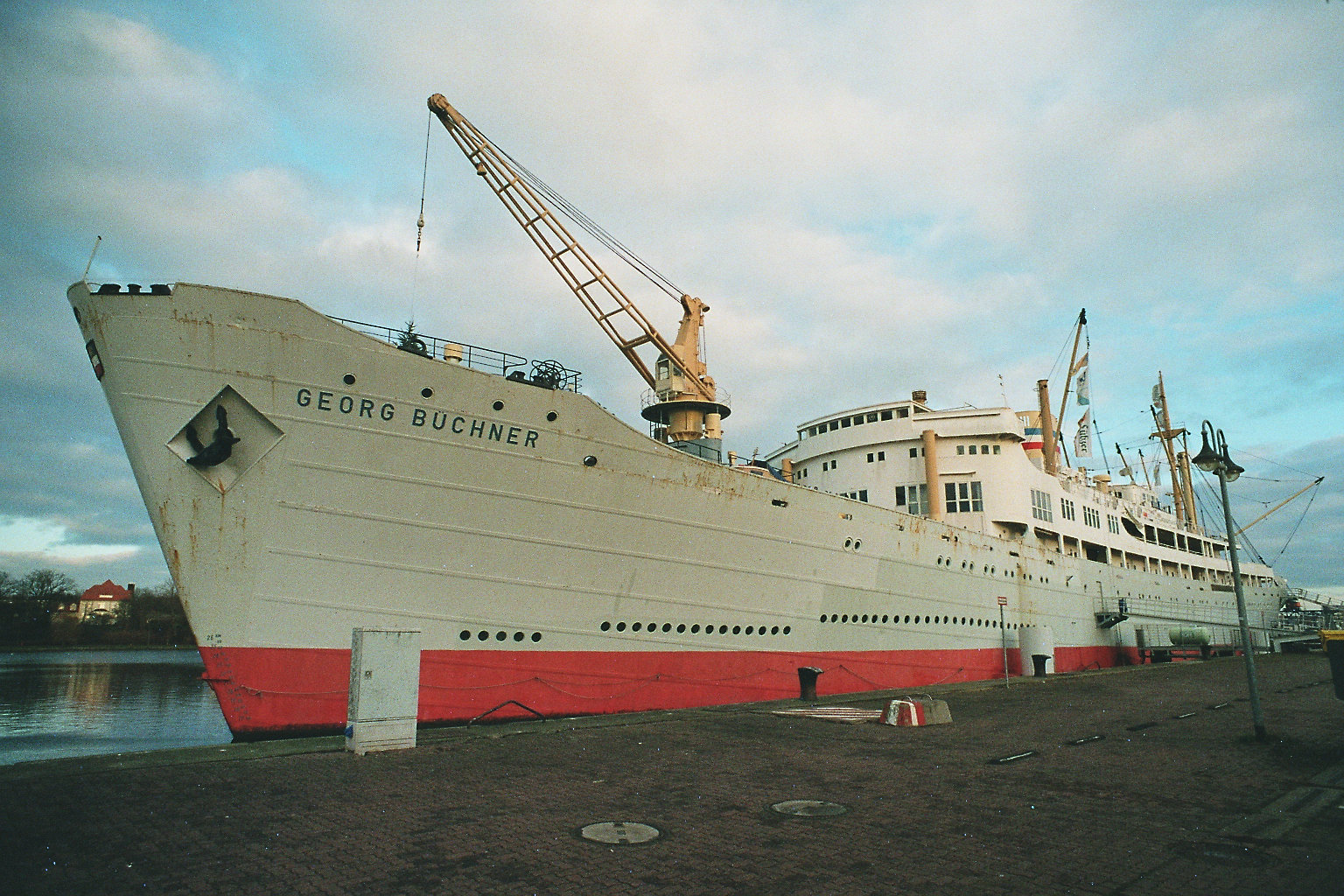
Dasselbe Schiff in einer Bugansicht

Die Serie Albertville war ein Passagier- und Frachtschiffstyp von J. Cockerill S. A. in Hoboken für die Compagnie Maritime Belge (Lloyd Royal) S. A. (CMB). Da alle Schiffsnamen auf -ville endeten, wurden die nach Städten in Belgisch-Kongo benannten Schiffe international auch als Ville-Boats bezeichnet. In Belgien sprach man von den Kongobooten (niederländisch: Kongoboten).

## Geschichte
Die Kombischiffe waren für den Liniendienst zwischen Belgien und der Kolonie Belgisch-Kongo bestimmt und fuhren bis zur Unabhängigkeit des Landes 1960 regelmäßig auf dieser Route. Das Typschiff Albertville lief am 1. Juli 1947 vom Stapel und wurde im Mai 1948 in Dienst gestellt.  Die im selben Jahr abgelieferte Leopoldville wurde 1967 an die Cie. Maritime Congolaise (ab 1972 Cie. Maritime du Zaire) verkauft, für die sie bis 1973 als P. E. Lumumba fuhr. Die 1949 in Dienst gestellte Elisabethville erlitt, bevor sie verkauft werden konnte, am 20. März 1968 durch Feuer an Bord einen Totalschaden und wurde Ende des Jahres abgewrackt. Das vierte Schiff, die Baudoinville von 1950, wurde 1957 in  Thysville umbenannt und 1961 verkauft. Zuletzt fuhr sie von 1965 bis 1972 als Australasia zwischen Brisbane und Sydney. Als letztes Schiff wurde 1951 die Charlesville übergeben. Sie wurde 1967 von der DSR erworben und in Georg Büchner umbenannt. Sie diente als Fracht- und Schulschiff, ab 1977 als stationäres Ausbildungsschiff und Internat. Seit 2003 lag sie, als einziges noch existierendes Schiff der Serie, im Rostocker Stadthafen und wurde bis Dezember 2012 als Hotelschiff genutzt. Im Januar 2013 sollte sie nach Litauen zum Abbruch verkauft werden. Ein Übernahmeversuch durch den Verein „Traditionsschiff Rostock“ scheiterte an der Finanzierung, mittlerweile bemüht sich „Watererfgoed Vlaanderen“ in Antwerpen um eine Rettung des letzten verbliebenen Kongobootes. Am 28. Mai 2013 wurde die Georg Büchner mit leichter Schlagseite nach Steuerbord vom polnischen Schlepper Ajaks aus Rostock geschleppt und befand sich in der Ostsee auf dem Weg nach Litauen. Am Abend des 30. Mai 2013 ist die Georg Büchner nördlich der Halbinsel Hel (bei Danzig) gesunken, die Umstände sind bisher nicht bekannt.
| Bau-Nr. | Name           | Jahr | IMO-Nummer | Vermessung | Verbleib                                                                                     |
| ------- | -------------- | ---- | ---------- | ---------- | -------------------------------------------------------------------------------------------- |
| 717     | Albertville    | 1948 | 5008758    | 10.901 BRT | 1973 in Kaohsiung abgebrochen                                                                |
| 718     | Leopoldville   | 1948 | 5206685    | 10.901 BRT | 1967 P. E. Lumumba, 1974 in Rio Grande abgebrochen                                           |
| 719     | Elisabethville | 1949 | 5510153    | 10.877 BRT | Brand am 20. März 1968 Antwerpen, Abbruch ab 27. Dezember 1968 in Gent                       |
| 720     | Baudouinville  | 1950 | 5405322    | 10.990 BRT | 1957 Thysville, 1961 Anselm, 1963 Iberia Star, 1965 Australasia, 1973 in Hualien abgebrochen |
| 743     | Charlesville   | 1951 | 5068863    | 10.946 BRT | ab 1967 Georg Büchner, Rostock, 30. Mai 2013 in der Ostsee gesunken                          |

## Technik
Die Schiffe konnten 248 Fahrgäste in einer Klasse befördern und hatten 140 Mann Besatzung. Die von Cockerill in Burmeister & Wain-Lizenz gebauten Schiffsdieselmotoren hatten bei Ablieferung der Schiffe 7200 PS Leistung. 1957 wurde die Leistung bei Umbauarbeiten auf 9250 PS gesteigert und damit eine Erhöhung der Geschwindigkeit von 15,5 auf bis zu 17,5 Knoten erreicht.